# Horst Kellner
Horst Kellner (* 7. Februar 1930 in Berlin) ist ein deutscher Jurist, Hochschullehrer und Politiker (KPD, SED, PDS). Kellner gehörte von 1990 bis 1995 dem Abgeordnetenhaus von Berlin an.

## Leben
Horst Kellner wurde in Neukölln in einfachen Verhältnissen geboren. Er besuchte nach der Grundschule bis 1944 die Deutsch-Russische Schule in Berlin-Schöneberg und nach Ende des Zweiten Weltkriegs eine Neuköllner Oberschule, an der er 1948 das Abitur erhielt. Anschließend studierte er bis 1951 an der Berliner Humboldt-Universität Rechtswissenschaft. Danach war er im Ost-Berliner Deutschen Institut für Rechtswissenschaft tätig und wurde 1957 mit einer Arbeit über die Kassation in Zivilsachen in der DDR zum Dr. jur. promoviert. Ab 1954 übernahm er Lehraufträge an der Humboldt-Universität, 1956 eine Dozentur. Er habilitierte sich dort 1964 und wurde 1966 zum Professor berufen. Kellner war 1966 bis 1969 Prodekan bzw. Dekan der Juristischen Fakultät und von 1973 bis 1976 Direktor der Sektion Rechtswissenschaft der HUB. 1981 bis 1984 war er Gastprofessor an der Addis-Abeba-Universität in Äthiopien.
Kellner wirkte an der Neugestaltung des Jurastudiums in der DDR mit und war maßgeblich an der Ausarbeitung ihrer Arbeitsgerichtsordnung, des Zivilgesetzbuches und der Zivilprozessordnung beteiligt. Im Zuge der deutschen Wiedervereinigung verlor er seinen Lehrstuhl. Bis zu seiner Berentung im Jahre 1995 war er ohne Besoldung von der HUB beurlaubt. Außer einer größeren Zahl weiterer Publikationen im In- und Ausland veröffentlichte er als Autor und Leiter von Autorenkollektiven "Die Tätigkeit der Gerichte in Arbeitsrechtssachen" (1966) und "Zivilprozessrecht" /Lehrbuch/(1980).

## Politik
Horst Kellner trat 1946 in die KPD ein und kam damit in die SED. Er wurde nach der Wende in der DDR in die Berliner Stadtverordnetenversammlung gewählt und erhielt 1990 für eine Legislaturperiode ein Direktmandat im damaligen Bezirk Hohenschönhausen (Wahlkreis 2) im Abgeordnetenhaus.